# Всеволод Олександрович (князь тверський)
Всеволод Олександрович (рос. Всеволод Александрович; бл. 1328 — 1364) — великий князь тверський у 1345—1349 роках, князь холмський у 1339—1364 роках.

## Життєпис

### Великий князь Тверський
Син великого князя тверського Олександра Михайловича й Анастасії Галицької. Народився близько 1328 року в Пскові. У 1339 році після того як його батька і старшого брата Феодора було страчено в Сарай-Бату, то Всеволод зміг отримати лише холмський уділ, оскільки велике князівство Тверське дісталося стрийкові Костянтину.
Поступово стали погіршуватися його стосунки з Костянтином, оскільки той намагався зміцнити владу над залежними уділами, насамперед Холмським князівством. 1345 року Всеволод втік до великого князя володимирськогоі московського Семеона Івановича.
Всеволод не зміг зносити цих утисків і пішов в Москву до Семену Гордому. У тому ж році Костянтин і Всеволод поїхали до хана Джанібека. Там Костянтин помер, можливо, був отруєний. Ярлик на князювання отримав Всеволод. Але інший його стрийко — князь Василь Кашинський — прибув до Джанібека, намагаючись отримати Твер. Всеволод, дізнавшись про це, рушив звідти до нього назустріч разом з ханським послом, перехопив його і пограбував. Василь, уже не маючи коштів для підкупу ординських чиновників, змушений був повернутися до Кашина.
Втім ворожнеча між ним і стрийком не закінчилася. У 1349 році тверський єпископ Феодор переконав Всеволода помиритися з Василем Кашинським. За досягнутою домовленістю спадкування встановлювалося за правом старшинства в роду. Василь ставав великим князем, а Всеволод залишив собі лише Холм.

### Князь Холмський
Втім невдовзі стикнувся зі спробами Василя утиску своїх прав і холмських бояр. Великий князь володимирський і московський Семен Іванович й тверський єпископ Феодор намагалися їх помирити, але марно.
У 1357 року митрополит Олексій Бяконт прибув до Володимира, де намагався замирити Василя і Всеволод, але без успіху. Тоді Всеволод вирішив скаржитися на Василя хану. Обидва суперники вирушили до Джанібека, але поки вони прибули владу захопив Бердібек. Останній підтримав Василя Михайловича, наказав арештувати Всеволода, якого передав Василю.
Втім по поверненні до Твері Всеволоду вдалося втекти до свого швагра Ольгерда, великого князя Литовського. Він повернувся назад в 1360 році разом з Романом, митрополитом Литовським і Волинським, який переконав Василя повернути Всеволоду і його братам третю частину великого князівства Тверського. Помер Всеволод з дружиною в 1364 році під час епідемії чуми.

## Родина
Дружина — Софія, донька Івана Івановича, князя Рязанського
Діти:
- Юрій (д/н—1408), князь Холмський
- Іван (д/н—1402), князь Холмський